# Pseudomyrmex peruvianus
Pseudomyrmex peruvianus är en myrart som först beskrevs av Wheeler 1925.  Pseudomyrmex peruvianus ingår i släktet Pseudomyrmex och familjen myror. Inga underarter finns listade i Catalogue of Life.